# Pia (stolica tytularna)
Pia (łac. Diocesis Piensis) – stolica historycznej diecezji w Cesarstwie rzymskim w prowincji Afryka Prokonsularna, sufragania metropolii Kartagina. Współcześnie w Tunezji. Obecnie katolickie biskupstwo tytularne.

## Biskupi tytularni
| Lp. | Biskup          | Funkcja             | Od              | Do |
| --- | --------------- | ------------------- | --------------- | -- |
| 1   | Osvaldo Padilla | nuncjusz apostolski | 17 grudnia 1990 |    |